# Stanisław Trzebiński (malarz)
Stanisław Trzebiński (ur. 8 marca 1902 w Radomiu, zm. 10 marca 1942 w KL Auschwitz) – polski malarz, kustosz muzeum w Radomiu.

## Życiorys
Był synem drukarza Jana Trzebińskiego, ukończył warszawską Akademię Sztuk Pięknych. Po studiach powrócił do Radomia i znalazł zatrudnienie w Muzeum Ziemi Radomskiej, był twórcą działu etnograficznego oraz organizatorem wystaw o tej tematyce oraz we współpracy z Jędrzejem Krysińskim wystaw obrazów miejscowych twórców. Od 1933 przez rok był redaktorem i wydawcą czasopisma „Tygodnik Radomski”, które było poświęcone wydarzeniom w Radomiu i okolicach. Po wybuchu II wojny światowej pozostał na stanowisku, ale muzeum było dostępne tylko dla Niemców. Do obozu w Auschwitz trafił 26 listopada 1941, gdzie zmarł w 1942 w niewyjaśnionych okolicznościach.